# United Trinity

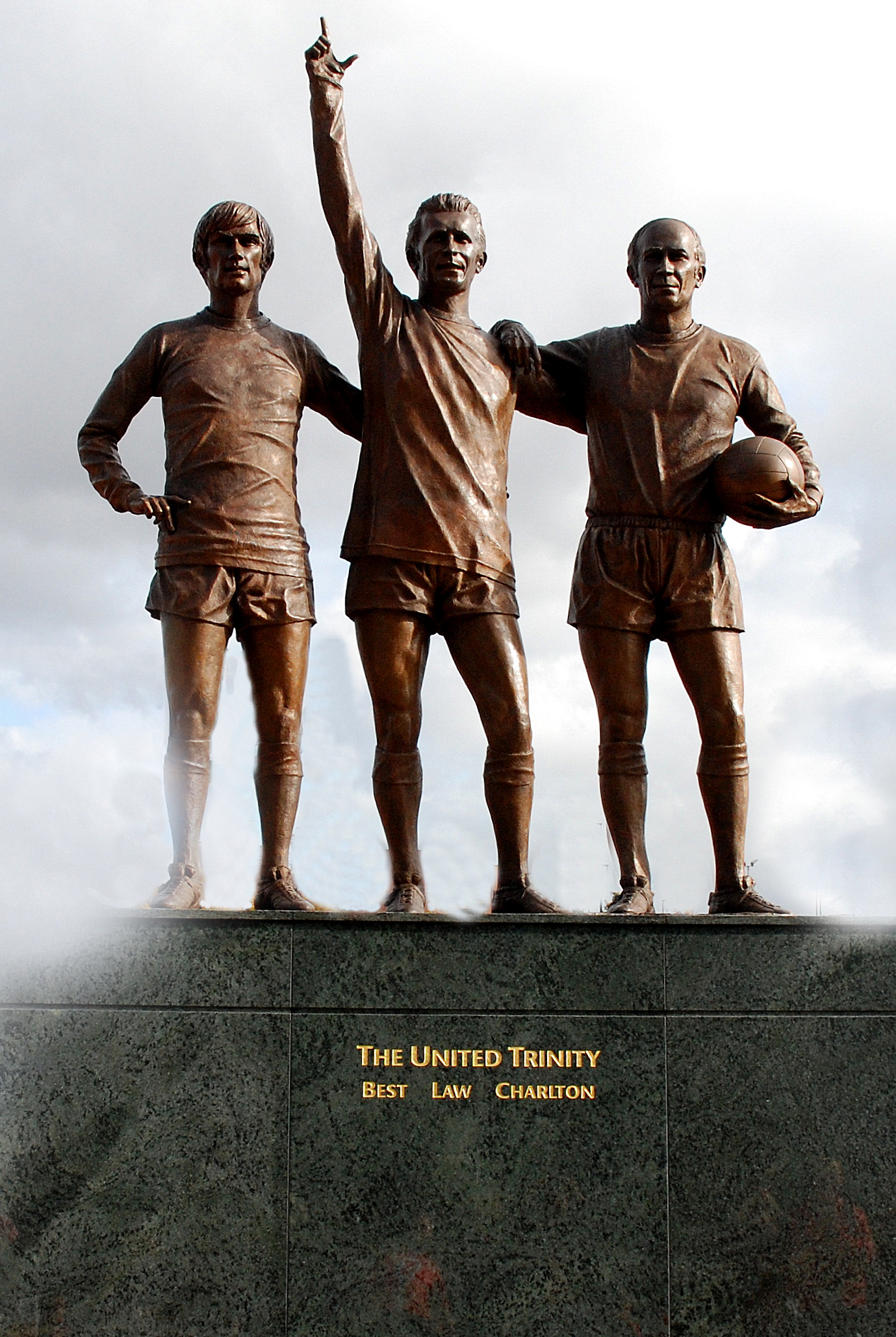
Die Statue außerhalb des Old Trafford

United Trinity („Holy Trinity“) steht in der Fußballkultur von Manchester United für das Spielertrio George Best, Denis Law sowie Sir Bobby Charlton. Sie halfen Manchester United zum ersten Titel im Europapokal der Landesmeister eines englischen Vereins im Jahr 1968.
Charlton war einer der Busby Babes, einer Gruppe talentierter junger Spieler, welche es durch die Jugendakademie, die vom namensgebenden Trainer Matt Busby und Assistent Jimmy Murphy geleitet wurde, in die Profikader schafften. United-Scout Joe Armstrong entdeckte neben Bobby Charlton 1953 auch George Best 1961. Denis Law kam 1962 vom italienischen Verein Torino für die Club-Rekordablöse von £115.000, welche ihn 1961 von Uniteds Rivalen Manchester City gekauft hatten.
Charlton gab am 6. Oktober 1956 sein Debüt, wo er doppelt beim 4:2-Sieg gegen Charlton Athletic traf. Law gab sein Debüt am 18. August 1962, bei dem er ein Tor zum 2:2 Endstand erzielen konnte, gegen West Bromwich Albion. Auch Best gab sein Debüt gegen West Bromwich Albion, allerdings erst am 14. September 1963. Im Rückspiel am 18. Januar 1964 spielte dann das United Trinity erstmals zusammen. Das Spiel gewann United 4:1, wobei alle drei trafen und Law gar zwei Treffer erzielen konnte.
In den 1960er Jahren errangen alle drei die Auszeichnung zum besten Spieler des Jahres, dem Ballon d’Or: Law 1964, Charlton 1966 und Best 1968. Seitdem konnte nur Cristiano Ronaldo 2008 diese Auszeichnung als United Spieler erringen. Zusammen hat das United Trinity 665 Tore in 1633 Spielen erzielt.

“Right away, you could see the great chemistry between them. Great players know how to play together. However tough the match was, you always knew Bobby could unleash one of his strikes from God-knows-where. Denis would something out of nothing inside the box or George would just do something magical.”

„Von Anfang an konnte man die gute Chemie zwischen ihnen sehen. Großartige Spieler wissen, wie man zusammen spielt. Egal wie hart ein Spiel war, du wusstest immer, dass Bobby von Gott-weiß-wo einen seiner Schüsse entfesseln konnte. Denis machte im Strafraum etwas aus dem nichts oder George macht einfach etwas magisches.“

Der erkrankte Best starb am 25. November 2005 im Beisein von Law und Charlton. Ein Jahr später wurde beschlossen, eine Statue des Trios außerhalb des Old Trafford zu errichten, die im Mai 2008 enthüllt wurde.
In den darauffolgenden Jahren gab es immer wieder diverse Dreigestirne, welche als neues „Trinity“ bezeichnet wurden. Von 2007 bis 2009 waren es Cristiano Ronaldo – Wayne Rooney – Carlos Tevez, 1992–2011 waren es Ryan Giggs – Paul Scholes – Gary Neville und von Januar 2014 bis Juli 2015 waren es Wayne Rooney – Robin van Persie – Juan Mata.